# Total Loss (film)
Total Loss is een Nederlandse speelfilm uit 2000, van Dana Nechustan, naar het gelijknamige toneelstuk van Karst Woudstra.

## Verhaal
Drie jonge mannen komen bij een auto-ongeluk om het leven en in een flits voor hun dood kijken zij terug op de oorzaken van hun dood. De drie hebben totaal verschillende achtergronden. Duco, de zoon van een rijke industrieel, worstelt met zijn homoseksualiteit. Hij is verliefd op Reinier, die zich dat laat aanleunen, omdat hij moet onderduiken na een geheimzinnig verleden waarin schulden, coke en misschien zelfs moord een hoofdrol spelen. Hun gespannen status quo wordt verstoord als ze Jeroen opvangen na een mislukte zelfmoordpoging. Het is vijf voor twaalf, oudejaarsavond. Reinier, Duco en Jeroen hebben een laatste mogelijkheid om met zichzelf in het reine te komen.

## Rolverdeling
| Acteur                | Personage |
| --------------------- | --------- |
| Yorick van Wageningen | Reinier   |
| Roef Ragas            | Duco      |
| Franky Ribbens        | Jeroen    |
| Mike Libanon          | Armin     |
| Ricky Koole           | Muis      |
| Harriët Stroet        | zuster    |
| Boris van der Ham     |           |

## Achtergrond
Van februari tot april 1999 werd er gedraaid in Rotterdam (Lloydgebouw), Keulen (Dom) en in de Schram Studio's in Amsterdam waar, met een door cameraman Bert Pot geconstrueerde achtergrondprojectieopstelling, de autoscènes gedraaid werden. Het ongeluk, dat aan het begin en einde van de film zit, is gedraaid met negen camera's. De opnames daarvoor vonden plaats gedurende vier nachten - in ieder geval op 12 april 1999 - waarin één buis van de Drechttunnel afgezet werd. Vier auto's: twee met motor,
twee zonder stonden klaar, allemaal in dezelfde kleur gespoten, om de tunnel in te gaan. De kosten voor het ensceneren van het ongeluk bedroegen een groot deel van het budget van 2 miljoen gulden. 11 september 1999 waren de beeldopnamen voltooid.
Begin 1996 kwam regisseuse Dana Nechushtan met het idee bij scenarioschrijver Marco van Geffen om het toneelstuk Total Loss van Karst Woudstra te verfilmen. Ze was op dit stuk geattendeerd door Yorick van Wageningen, die de rol van Reinier in het toneelstuk had gespeeld.
Producente Leontine Petit liet het toneelstuk begeleiden door Martin Daniel, een scriptdoctor van Amerikaanse afkomst, op het Maurits Binger Instituut. Al snel stapten Warner Bros. en de VPRO in het project. Alleen het Nederlandse Filmfonds was in eerste instantie wat moeilijker te overtuigen. Begin 1998 werd Total Loss genomineerd voor de Rotterdamse Speelfilmprijs, uitgereikt door het Rotterdams Fonds voor de Film. Dit leidde ertoe dat het bestuur van het Filmfonds toch overstag ging. Men ontving twee derde van het aangevraagde bedrag. Na een nog vrij plotselinge toekenning van de Filmstiftung Nordrhein Westfalen kon begonnen worden; weliswaar met een tekort van fl. 200.000,- op het budget.

## Trivia
- Nechustan verving Fons Merkies (die zich zou gaan toeleggen op een carrière als filmcomponist) voor haar partner Franky Ribbens.
- Ondanks de ongekend felle kritiek van de vaderlandse pers en de slechts 1.699 toeschouwers die de film trok, werd in Hollywood de aandacht gevestigd op acteur Yorick van Wageningen, die een rol kreeg aangeboden door Steven Spielberg.
- Total Loss was het eerste Binger-project dat het tot bioscoopfilm heeft gebracht, ondanks het feit dat Nechustan na één semester het Binger Instituut verliet. (Scenarist Marco van Geffen maakte de opleiding wel af.) Nechustan in 'Het Parool' d.d. 9 februari 2000: "Men heeft daar de Amerikaanse methode heilig verklaard: de handelingen van de personages moeten van A tot A verklaard kunnen worden, er moet één hoofdpersoon zijn en de gebeurtenissen moeten logisch op elkaar volgen. Er is niets mis met deze scenario-opvatting, maar omdat ik iets anders nastreef, had ik het af en toe moeilijk. Binger is nuttig voor scenaristen, maar regisseurs hebben er weinig te zoeken."
- Dana Nechushtan in de VPRO gids 44-2000: "Na al die slechte recensies was ik drie maanden uitgeschakeld, maar mijn zelfvertrouwen is er niet door geknakt. Zo zit ik niet in elkaar. Ik heb nooit gedacht: 'nu kan ik het niet meer', maar wel beseft dat ik aan veel mensen niet heb kunnen overbrengen wat ik wilde vertellen. En dat ik dat moet verbeteren, zonder daarbij het plezier in films maken te verliezen. Ik wil blijven doen wat ik leuk vind en waar ik in geloof. De zware kritiek heeft me wel veel pijn en verdriet gedaan, maar me niet onzeker gemaakt."